# Veselin Gavrić
Veselin Gavrić (Priboj (Lopare, BiH), 1918. - Tobut, Lopare, poč. ožujka 1942.), narodni heroj Jugoslavije

## Životopis
Rođen u Priboju kod Lopara. Studirao pravo. Od 1939. član KPJ. Četnici su ga ubili u Tobutu kod Lopara 1942. godine početkom ožujka. Proglašen je narodnim herojem 27. studenoga 1953. godine.